# Nouvelle force de Guyane
Nouvelle force de Guyane (NFG) est un parti politique guyanais fondé en 2016 par Marie-Laure Phinéra-Horth, alors maire de Cayenne. Il est représenté par un élu à l'assemblée de Guyane depuis sa fondation et par Marie-Laure Phinéra-Horth au Sénat depuis 2020.

## Historique
Nouvelle force de Guyane est fondé à Cayenne le 20 mai 2016 par Marie-Laure Phinéra-Horth, membre de l'assemblée de Guyane et maire de Cayenne depuis 2010, issue du Parti socialiste guyanais (PSG). Elle a succédé à ce poste à Rodolphe Alexandre, devenu président de l'Assemblée de Guyane, avec qui elle a fait défection du PSG en 2008 puis au sein de l'organisation Guyane 73 (refondé en parti politique en 2015 sous le nom Guyane rassemblement),, avant de retrouver le PSG pour les élections municipales de 2014.
En 2017, NFG soutient la candidate du Walwari Line Létard à l'élection législative dans la première circonscription.
Marie-Laure Phinéra-Horth est réélue maire de Cayenne à l'issue des élections municipales de 2020, sur une liste réunissant Nouvelle force de Guyane, le Parti socialiste guyanais, Walwari et Guyane Écologie. La même année, seule candidate de son parti, elle est élue sénatrice. Elle siège au Sénat avec le groupe Rassemblement des démocrates, progressistes et indépendants (ancien groupe La République en marche), aux côtés du second sénateur guyanais Georges Patient, membre de Guyane rassemblement. À la mairie de Cayenne, sa première adjointe Sandra Trochimara, membre de NFG, lui succède.
Marie-Laure Phinéra-Horth est reconduite à son poste de secrétaire générale de NFG en 2020.
Aux élections territoriales de 2021, deux candidats de Nouvelle force de Guyane sont présents sur la liste d'union conduite par Jean-Paul Fereira, réunissant À gauche en Guyane, le Parti socialiste guyanais, Guyane Écologie, le Mouvement de décolonisation et d'émancipation sociale et Walwari. Chester Leonce est tête de liste pour la section électorale de Cayenne et Serge-Alexandre Rosine Mirakoff est en sixième position sur la petite Couronne. La liste obtient 23 % des suffrages exprimés et fusionne au second tour avec celle de Péyi Guyane, La France insoumise et Génération.s conduite par Gabriel Serville, qui remporte l'élection face à la majorité sortante de Rodolphe Alexandre. De NFG, seul Chester Leonce est élu.
NFG présente Myrtha Cattier comme candidate aux élections législatives de 2022, dans la première circonscription. Elle n'obtient que 140 voix, soit moins de 1 % des suffrages exprimés.

## Élus

### Parlementaires
- Sénat : Marie-Laure Phinéra-Horth élue en 2020[4]

### Maires
- Marie-Laure Phinéra-Horth, maire de Cayenne de 2010 à 2020[4]
- Sandra Trochimara, maire de Cayenne élue en 2020[6]

### Membres de l'assemblée de Guyane
- Législature 2015-2021 : Marie-Laure Phinéra-Horth
- Législature 2021-2028 : Chester Leonce[9]

## Résultats électoraux

### Élections municipales à Cayenne
| Année | Premier tour | Premier tour | Premier tour | Second tour | Second tour | Second tour | Sièges  | Tête de liste             |
| Année | Voix         | %            | Rang         | Voix        | %           | Rang        | Sièges  | Tête de liste             |
| ----- | ------------ | ------------ | ------------ | ----------- | ----------- | ----------- | ------- | ------------------------- |
| 2020  | 4 242        | 60,46        | 1er          | —           | —           | —           | 40 / 49 | Marie-Laure Phinéra-Horth |

### Élections sénatoriales
| Année | Premier tour | Premier tour | Premier tour | Second tour | Second tour | Second tour | Sièges |
| Année | Voix         | %            | Rang         | Voix        | %           | Rang        | Sièges |
| ----- | ------------ | ------------ | ------------ | ----------- | ----------- | ----------- | ------ |
| 2020  | 201          | 40,04        | 2e           | 234         | 47,27       | 1er         | 1 / 2  |